# Chris Needham
Christopher (Chris) Needham (22 juni 1980) is een Amerikaans langebaanschaatser. Hij is gespecialiseerd in de sprintafstanden (500 en 1000 meter).
In 2007 werd hij 21e tijdens de WK Sprint in Hamar. Tijdens de Noord-Amerikaanse kampioenschappen eerder dat seizoen haalde hij brons op de 500 meter en zilver op de 1000 meter.

## Persoonlijke records
| Afstand    | Tijd    | Datum            | Baan           |
| ---------- | ------- | ---------------- | -------------- |
| 500 meter  | 35,18   | 3 maart 2007     | Calgary        |
| 1000 meter | 1.09,49 | 2 maart 2007     | Calgary        |
| 1500 meter | 1.50,03 | 12 maart 2006    | Salt Lake City |
| 3000 meter | 4.41,68 | 14 februari 1998 | Roseville      |
| 5000 meter | 7.11,41 | 15 maart 2007    | Salt Lake City |

## Resultaten
| jaar | WK Sprint | WK Afstanden |
| ---- | --------- | ------------ |
| 2007 | 22e       |              |
| 2008 |           | 22e 500m     |